# Aphrodite 101

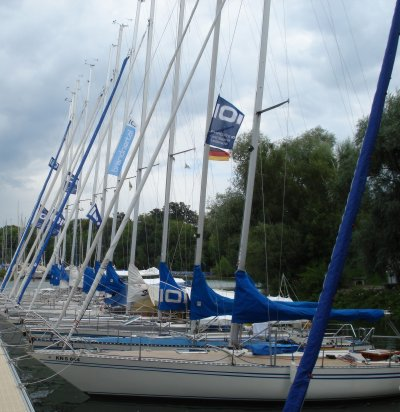
Aphrodite 101, während einer Veranstaltung

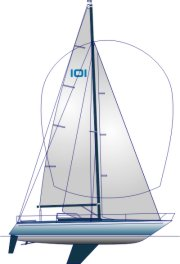
Aphrodite IOI, Dänische Nationale Einheitsklasse.

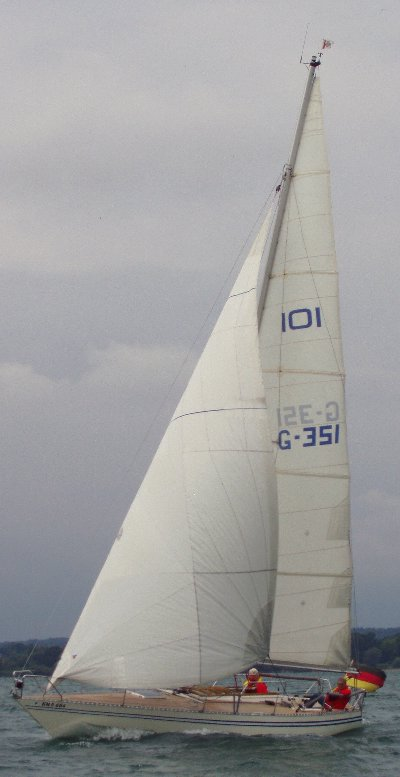
Aphrodite IOI unter Segel

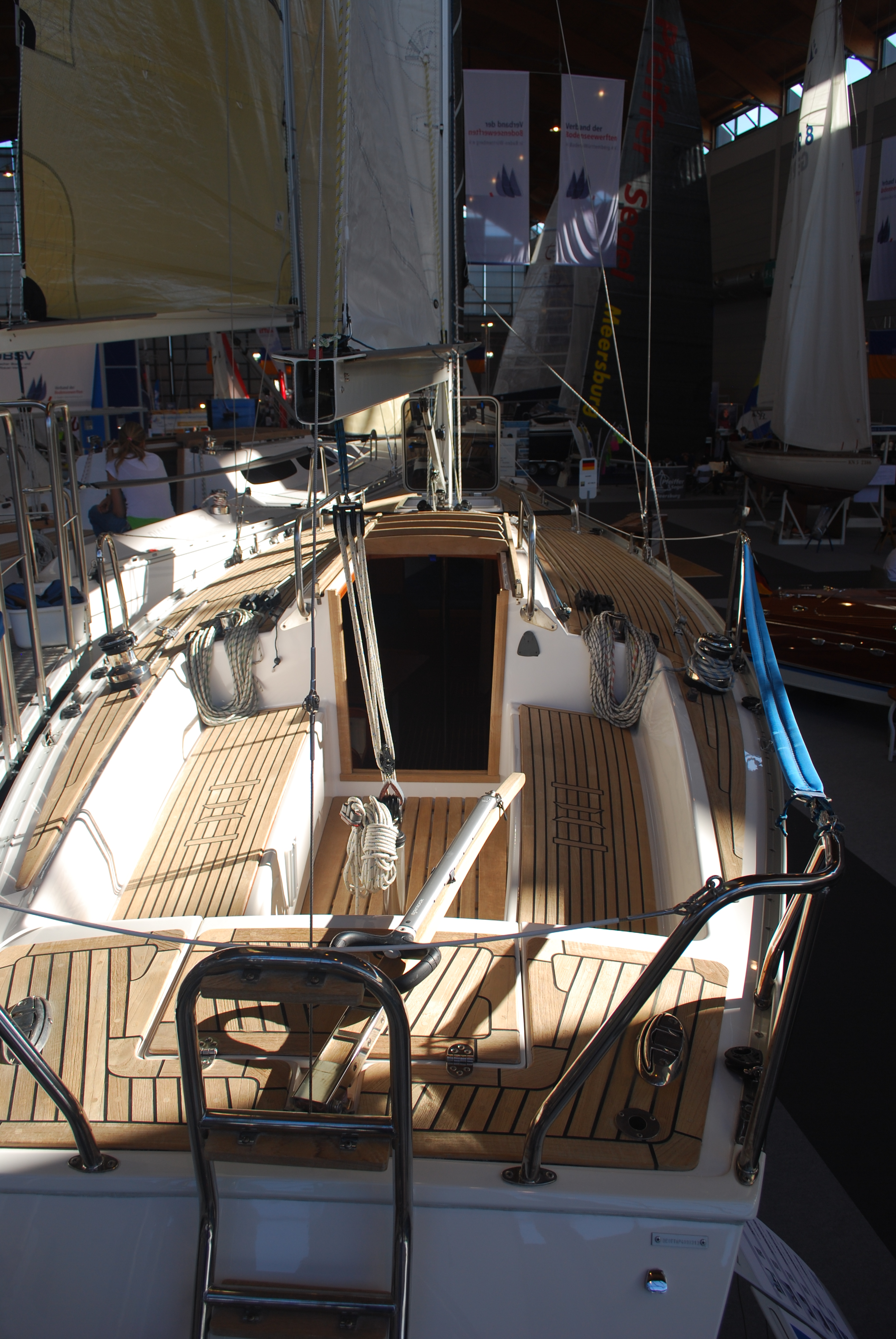
Deckslayout einer Aphrodite, Baujahr 2014

Die Aphrodite 101 ist eine Segelyacht der Kategorie Einheitsklasse. Da alle Yachten dieser Bootsklasse identisch sind, handelt es sich auch um eine beliebte Regattayacht. Die Segelfläche beträgt ca. 42 m² (am Wind mit Fock) und ca. 54 m² (am Wind mit Genua), die Verdrängung 3,2 t. Sie ist auch weitläufig bekannt als schlicht 101, oft auch geschrieben wie IOI (also: i ohh i).

## Geschichte
Die Aphrodite 101 wurde im Jahre 1976 im Auftrag von Jörgen Juul Rasmussen († 2004) durch die dänischen Konstrukteure Paul Elvstrøm und Jan Kjaerulff entworfen. Elvstrøm konnte bei der Konzeption der Yacht und vor allem bei deren Ausrüstung und Takelage seine Erfahrung als Segler einbringen, während Kjaerullf sich der Entwicklung der Form für den Bootsrumpf widmete. Der erste Prototyp entstand 1976 in Halmstad unter dem Namen Elvstroem 95/Mungo. Der ursprünglich 9,50 m lange Rumpf wurde dann auf einer kleinen Werft auf Langeland um 60 cm verlängert, so dass er eine Länge von 10,10 m aufwies, und in Aphrodite lOl (10,1 m) umbenannt wurde. Im Laufe der Saison wurde die Yacht aber wieder um ca. 15 cm im Heckbereich gekürzt, um dem damals in Dänemark geltenden Handicap-Reglement zu entsprechen, so gelangte die Aphrodite lOl zu ihrer heutigen Länge von 9,95 m.
Die Rechte für Form und Konstruktion liegen heute bei der 101 Association, der internationalen Klassenvereinigung, die auch Lizenzen für den Bau an eine Werft vergeben kann. Das Boot wird vollständig in GFK gefertigt und hat ein modernes 7/8 getakeltes Aluminiumrigg, das heißt, das Vorstag reicht nur bis etwa 7/8 der Höhe des Mastes. Die Aphrodite IOI wird serienmäßig mit einer 10 PS Einbaumaschine ausgeliefert.
Die Segelgarderobe der Aphrodite 101 besteht aus Großsegel, Fock und Spinnaker. Mitunter, vor allem auf dem Bodensee, wird die 101 auch mit einer 30 m² großen Genua gesegelt. Die Takelage ist sehr an das Rigg der Soling angelehnt, mit einer Selbstwendefock, und die Wanten sowie die Saling sind sehr weit nach achtern abgespreizt. Elvstrøm war immerhin Soling Weltmeister 1969 und 1974, so wurde die Aphrodite 101 wie die Soling auch ohne Backstag gesegelt. Seit 1980 werden allerdings alle Yachten mit Backstagen ausgeliefert, da das Rigg doch erheblich größer ist als das der Soling.
Bis heute wurden annähernd 500 Boote dieses Typs von verschiedenen Werften in Dänemark, England und zuletzt in Deutschland gebaut. Die größte Flotte ist nach wie vor in Dänemark beheimatet, wo die Aphrodite 101 auch den Status der nationalen Einheitsklasse genießt. Auch am Bodensee findet man eine Flotte mit ca. 140 Yachten vor, welche sich einer starken Regattaaktivität erfreut und zahlenmäßig die stärkste Klasse des Reviers stellt. Alle zwei Jahre findet dort auch der Aphrodite 101 World Cup, die internationale Klassenmeisterschaft statt. Diese Veranstaltung findet auf einem hohen seglerischen Niveau statt, auch der Skipper der erfolglosen deutschen America’s Cup Kampagne im Jahre 2007 Jesper Bank gewann diese Regatta in den Jahren 1990 und 1992.

## Rumpf
Die Aphrodite besitzt einen V-Spant-Rumpf (spitz gegen unten zulaufende Rumpfform) aus GFK (glasfaserarmierte Polyesterkonstruktion). Er wurde im Handauflegeverfahren hergestellt. Der Rumpf der Aphrodite IOI ist vergleichsweise schlank, bei einer Länge von rund 10 m ist er nur 2,40 m breit. Die angebolzte Kielflosse enthält 1,6 t Blei. Das Ruderblatt ist ebenfalls aus GFK und an einer Edelstahlwelle befestigt. 

## Unter Deck, Kajüte
Unter Deck befinden sich insgesamt 6 Kojen: Zwei Salonkojen, zwei Hundekojen und eine V-förmige Doppelkoje im Vorschiff. Außerdem gibt es einen klappbaren Salontisch, eine kleine Pantry und standardmäßig ein Porta-Potti (chemisches WC). Der Innenausbau ist weitestgehend in Mahagoni-Holz gefertigt. Die Stehhöhe in der Kabine beträgt lediglich 1,48 m, was als Kompromiss für die sportliche Optik und entsprechende Segeleigenschaften hingenommen werden muss.

## Takelage und Besegelung
Die Aphrodite besitzt ein damals sehr modernes 7/8 getakeltes Aluminiumrigg mit Backstagen und einem gepfeilten Salingpaar. Die Segel (außer der Genua) bestanden werftseitig aus nichtaromatischen Polyamiden (also kein teures Mylar/Kevlar-Tuch). Für Regatten ist nur dieses Material zugelassen, das Material der auf dem Bodensee verwendeten Genua ist freigestellt.

## Ausrüstung
Die Aphrodite 101 wurde serienmäßig mit einem 10 PS Dieselmotor mit Faltpropeller ausgeliefert. Die Selbstwendefock, die komplette Spinnakerausrüstung und für eine Yacht dieser Größe insgesamt 6 Winschen zeigen, dass auf eine sportliche Kundschaft abgezielt wurde. Man konnte die Aphrodite mit einem Treadmaster-Deck oder auch mit einem Teakdeck ordern. Ein Feuerlöscher sowie ein Sortiment an Fendern und Festmacher-Leinen wurden ebenfalls mitgeliefert.

## Regatta und Wettfahrten
Der Schwerpunkt der Regattaaktivitäten mit der Aphrodite liegt auf dem Bodensee, dort wird in 6 Schwerpunktregatten der Bodenseemeistertitel ausgesegelt, sowie im zweijährigen Rhythmus der World-Cup. Weitere Regatten finden in Skandinavien statt, so gibt es auch eine dänische Meisterschaft.

## Ähnliche Boote
Es gibt einige mit der Aphrodite vergleichbare Schiffstypen, die alle im Zeitraum zwischen etwa 1976 und 1983 von skandinavischen Konstrukteuren entworfen wurden. Dazu gehört etwa die Inferno 29, die ebenfalls auf dem Bodensee noch recht verbreitet ist. Etwas älter, aber auch noch häufig anzutreffen ist die Albin Vega. Ihnen gemeinsam ist der schlanke Rumpf und das verhältnismäßig große Kielgewicht.